# Valle del Dubra
Valle del Dubra (oficialmente Val do Dubra) es un municipio español perteneciente a la provincia de La Coruña y la comarca de Santiago, en la comunidad autónoma de Galicia.
En el municipio nace el arroyo Abelenda, un corto río afluente del río Dubra. Población en 2007: 4515 personas según el Padrón municipal de habitantes (4720 en 2003).

## Geografía humana

### Demografía
Cuenta con una población de 3734 habitantes (INE 2024).
| Gráfica de evolución demográfica de Valle del Dubra entre 1842 y 2021 |
| |
| Población de derecho según los censos de población del INE Población de hecho según los censos de población del INEEn estos censos se denominaba Buján: 1842, 1857, 1860, 1877, 1887, 1897, 1900, 1910, 1920, 1930, 1940 y 1950 En estos censos se denominaba Valle del Dubra: 1960, 1970, 1981 y 1991 |

| Evolución de la población de Valle del Dubra - desde 1900 hasta 2022 -                                                               |      |      |      |      |      |         |         |         |          |          |          |          |
| 1900 | 1930 | 1950 | 1981 | 2004 | 2007 | 2010    | 2011    | 2012    | 2013     | 2020     | 2021     | 2022     |
| 4409 | 5579 | 6900 | 6554 | 4642 | 4515 | {{{7}}} | {{{8}}} | {{{9}}} | {{{10}}} | {{{11}}} | {{{12}}} | {{{13}}} |
| Fuentes: INE e IGE (Los criterios de registro censal variaron entre 1900 y 2011, y los datos del INE y del IGE pueden no coincidir.) |      |      |      |      |      |         |         |         |          |          |          |          |

## Parroquias
Parroquias que forman parte del municipio:
- Arabejo[6]
- Bembibre (San Salvador).
- Buján[6]
- Coucieiro (San Martiño).
- Erviñou[6]
- Niveiro (San Vicente).
- Páramos[6]
- Portomeiro (San Cosme).
- Portomouro (San Cristóbal).
- Rial (San Vicente).
- San Román (Santa Mariña).
- Vilariño (San Pedro).